# Deer River (Minnesota)
Pour les articles homonymes, voir Deer River.
Deer River est une ville américaine située dans le Comté d'Itasca, dans le Minnesota. Selon le recensement de 2010, sa population est de 930 habitants.